# Vernole
Vernole (Èrnule in dialetto salentino; τα Βέρνουλα, ta Vèrnula in grico) è un comune italiano di 6 544 abitanti della provincia di Lecce in Puglia.
Situato a sud-est del capoluogo provinciale, il comune include cinque frazioni (Acaya, Acquarica di Lecce, Pisignano, Strudà, Vanze) e un tratto della costa adriatica della penisola salentina, nello specifico parte delle marine di San Cataldo, condivisa con Lecce, e Torre Specchia, condivisa con Melendugno. Nel territorio comunale ricadono la cinquecentesca cittadella fortificata di Acaya e la Riserva naturale statale Le Cesine gestita dal WWF. Vernole fa parte dell'Unione dei comuni Terre di Acaya e Roca.

## Geografia fisica

### Territorio

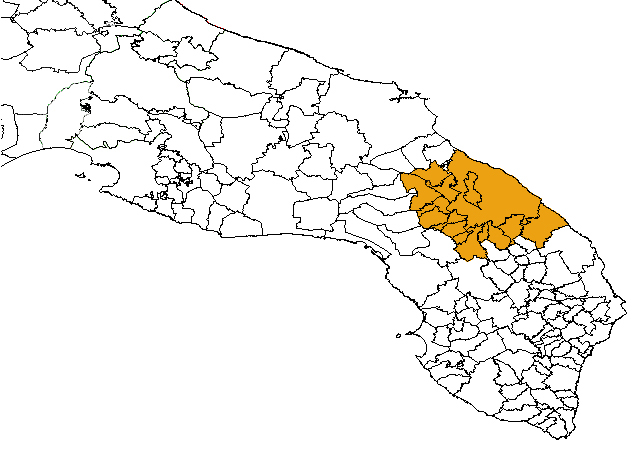
Valle della Cupa

Vernole è situata nel versante orientale della penisola salentina, a 12 km dal capoluogo provinciale in direzione sud-est. Il territorio comunale ricade nella Valle della Cupa, una porzione di pianura, intorno al capoluogo leccese, caratterizzata da una grande depressione carsica. Comprende le frazioni di Acaya, Acquarica di Lecce, Pisignano, Strudà, Vanze e parte delle marine di San Cataldo e Torre Specchia. Fa parte del comune di Vernole la Riserva naturale statale Le Cesine, una riserva statale naturalistica situata a ridosso della costa adriatica. La riserva rappresenta una delle ultime zone paludose che in passato si estendevano da Otranto a Brindisi. Nell'oasi vi sono gli stagni Salapi e Pantano Grande, alimentati dalle piogge, che sono separati dal mare da un cordone di dune sabbiose.
Il territorio comunale confina a nord con il comune di Lecce, a ovest con i comuni di Lizzanello e Castri di Lecce, a sud con i comuni di Calimera e Melendugno, a est con il mare Adriatico.
- Classificazione sismica: zona 4 (sismicità molto bassa), Ordinanza PCM n. 3274 del 20/03/2003

### Clima
Dal punto di vista meteorologico Vernole rientra nel territorio del Salento orientale che presenta un clima mediterraneo, con inverni miti ed estati caldo umide. In base alle medie di riferimento, la temperatura media del mese più freddo, gennaio, si attesta attorno ai +16 °C, mentre quella del mese più caldo, settembre, si aggira sui +29,1 °C. Le precipitazioni, frequenti in autunno ed in inverno, si attestano attorno ai 626 mm di pioggia/anno. La primavera e l'estate sono caratterizzate da lunghi periodi di siccità.
Facendo riferimento alla ventosità, i comuni del Salento orientale sono influenzati fortemente dal vento attraverso correnti fredde di origine balcanica, oppure calde di origine africana.
| Vernole                    | Mesi | Mesi | Mesi | Mesi | Mesi | Mesi | Mesi | Mesi | Mesi | Mesi | Mesi | Mesi | Stagioni | Stagioni | Stagioni | Stagioni | Anno |
| Vernole                    | Gen  | Feb  | Mar  | Apr  | Mag  | Giu  | Lug  | Ago  | Set  | Ott  | Nov  | Dic  | Inv      | Pri      | Est      | Aut      | Anno |
| -------------------------- | ---- | ---- | ---- | ---- | ---- | ---- | ---- | ---- | ---- | ---- | ---- | ---- | -------- | -------- | -------- | -------- | ---- |
| T. max. media (°C)         | 16,8 | 18,9 | 22,3 | 25,1 | 27,8 | 34,6 | 36,2 | 36,7 | 35,0 | 28,8 | 21,1 | 18,2 | 18,0     | 25,1     | 35,8     | 28,3     | 26,8 |
| T. min. media (°C)         | 15,2 | 15,7 | 16,5 | 17,1 | 17,5 | 17,8 | 18,9 | 20,0 | 23,2 | 19,0 | 17,3 | 15,4 | 15,4     | 17,0     | 18,9     | 19,8     | 17,8 |
| Precipitazioni (mm)        | 71   | 60   | 65   | 40   | 33   | 20   | 16   | 22   | 49   | 80   | 97   | 74   | 205      | 138      | 58       | 226      | 627  |
| Umidità relativa media (%) | 78,7 | 78,2 | 77,8 | 77,3 | 76,2 | 72,9 | 70,9 | 72,4 | 76,5 | 79,2 | 80,5 | 80,3 | 79,1     | 77,1     | 72,1     | 78,7     | 76,7 |

- Classificazione climatica di Vernole:[10]
  - Zona climatica: C
  - Gradi giorno: 1104

## Origini del nome
Lo storico locale Eugenio De Carlo, in una pubblicazione del 1941, ritiene che Vernulae possa derivare dal verbo latino verno (germogliare, essere primavera) visto il clima mite predominante dei luoghi. Giacomo Arditi, nel 1879, ipotizza le origini da vernatio (deporre le vecchie spoglie) per indicare la rinascita degli abitanti di San Lorenzo. Tradizionalmente si pensa che Vernole sia una derivazione da ver in olae (primavera tra gli ulivi) per le distese di ulivi che contraddistinguono il paese.

## Storia
Le testimonianze di un primo insediamento umano risalgono all'età del bronzo. Già in età preistorica infatti, si evidenzia una presenza di popolazioni indigene che si insediarono dapprima nel triangolo Acquarica-Acaya-Pisignano dove hanno fatto la loro apparizione i monumenti megalitici, menhir e specchie. Questi insediamenti cominciano a subire mutamenti con nuovi apporti culturali dei Messapi, quindi dei Greci e poi dei Romani. I segni più evidenti della presenza umana appartengono al periodo messapico. In località Pozzo Seccato, presso Acquarica di Lecce, scavi archeologici condotti dall'Università del Salento hanno portato alla luce un insediamento messapico che consisteva in una vera e propria masseria fortificata costruita alla fine del IV secolo a.C..
Le prime notizie scritte su Vernole si hanno nel 1115 nell'atto di donazione al Vescovo di Lecce Formoso Lubelli della "metà del casale di Vernole, che si dice di San Lorenzo" che il normanno Goffredo, conte di Lecce e Ostuni, firma il 15 agosto per il restauro della chiesa maggiore di Lecce. Donazione successivamente confermata da Costanza d'Altavilla, imperatrice e regina di Sicilia il 23 novembre 1195. In seguito alle continue irruzioni saracene gli abitanti decisero di spostarsi nell'attuale sito di Vernole. Del primo nucleo rimangono solo le vestigia della piccola chiesa di San Lorenzo, ormai diroccata. L'appartenenza alla Chiesa Vescovile di Lecce cessò nel 1806. L'altra metà del casale seguì le stesse sorti dinastiche di Lecce fino all'arrivo degli Aragonesi che nel 1463 assegnaro il feudo ai Tarantini. Quindi passò ai Pagano, ai Saluzzo, ai Saraceno ed infine ai Bernardini, ultimi feudatari fino al 1806. Nel marzo 1865, in seguito alla legge per l'unificazione amministrativa del Regno d'Italia, le attuali cinque frazioni cessarono di essere comuni e furono annesse al comune più grande.

### La rivolta del 1961
Era il mese di gennaio dell’anno 1961 quando si tennero le elezioni per il rinnovo del Consiglio Comunale che vedevano contrapposte la lista della Democrazia Cristiana da una parte e dall’atra una civica composta prevalentemente da cittadini delle frazioni. A Vernole l’aria era già molto tesa in quanto, a causa della complessa legge elettorale in vigore all’epoca, vennero eletti per entrambe le liste dieci consiglieri comunali, nonostante la lista della DC avesse ottenuto un maggior numero di voti. Ad eleggere il sindaco doveva essere il Consiglio Comunale, ma la maggior parte delle sedute non portavano ad avere alcun risultato proprio a causa di questa parità. Un mistero avvolse in quei giorni la piccola comunità dell’est Salento: uno degli eletti nella lista DC, il consigliere Mangè, durante una cena di partito probabilmente, venne colto da un malore e venne a mancare istantaneamente. Tra la paura e lo sgomento dei presenti, si paventò l’ipotesi di un avvelenamento avvenuto tramite alcune sostanze versate nel caffè del malcapitato. La morte del consigliere Mangè portò quindi a una modifica della composizione del Consiglio Comunale, che si ritrovò quasi sul punto di eleggere un sindaco che aveva incassato un numero di voti inferiore. Ma ai cittadini non piaceva la piega che stava prendendo il quadro politico locale, e si radunarono all’ingresso del Municipio, che all’epoca aveva sede presso il Palazzo dove ora si trova il Tabacchi, ma con ingresso in via Sant’Anna. Un centinaio di cittadini sbarrarono l’ingresso del Comune e le autorità locali si ritrovarono nelle condizioni di dover chiedere aiuto alle forze di polizia provinciali, in quanto non erano in grado di reprimere questa spontanea manifestazione. La tensione in paese era sempre maggiore, e nonostante in paese arrivò la squadra speciale della “celere” (così chiamata da alcuni testimoni) i manifestanti vernolesi si scontrarono contro le forze dell’ordine che decisero di fare uso di armi leggere. Alcuni carabinieri si rifugiarono nelle corti di via Sant’Anna e della Piazza, e in loro difesa lanciavano lacrimogeni dileguando alcuni presenti costringendoli a recarsi di corsa a disinfettarsi gli occhi. Nel frattempo il prefetto di Lecce ritenne opportuno prendere una posizione contro la comunità di Vernole e organizzò una spedizione guidata dal Maggiore Perenze, il militare protagonista della cattura del bandito Giuliano in Sicilia, uno dei primi casi di mafia dell’isola. Una decisione che risuonò nella stampa nazionale: “È possibile un dispiego di forze speciali così importante per un paese così piccolo?” Forte della sua esperienza, il maggiore Perenze giunse a Vernole nel pieno delle manifestazioni. Nel frattempo erano state chiuse tutte le attività commerciali e si respirava aria d’assedio. Il maggiore Perenze, forte della sua esperienza, si posizionò in Piazza Vittorio Veneto e con toni accesi invitava i manifestanti a ritirarsi. Ma i vernolesi non la presero bene e reagirono con lancio di pietre verso la polizia e il maggiore Perenze venne privato del suo fucile e del Cappello che venne gettato nella fontana. La celere allora iniziò ad eseguire arresti, caricando nelle camionette chiunque capitasse sui loro passi. Vennero forzati i portoni delle corti dove molti manifestanti si erano nascosti, alcuni riuscirono a scappare, altri recuperarono i traini per gli asini e li gettarono sulla strada per ostacolare il passaggio delle vetture della polizia. A questo punto, le Autorità Provinciali decisero di dare ascolto alle richieste della comunità di Vernole e disposero la fine dell’assedio con la nomina di un commissario prefettizio, dott. Luigi De Mitri, che si sarebbe sostituito al Sindaco fino a nuove elezioni. Fu così che i manifestanti decisero di ritirarsi e quelli che erano stati arrestati vennero processati presso il Tribunale di Lecce, ma non ci furono gravi pene per nessun vernolese.

## Monumenti e luoghi d'interesse

### Architetture religiose

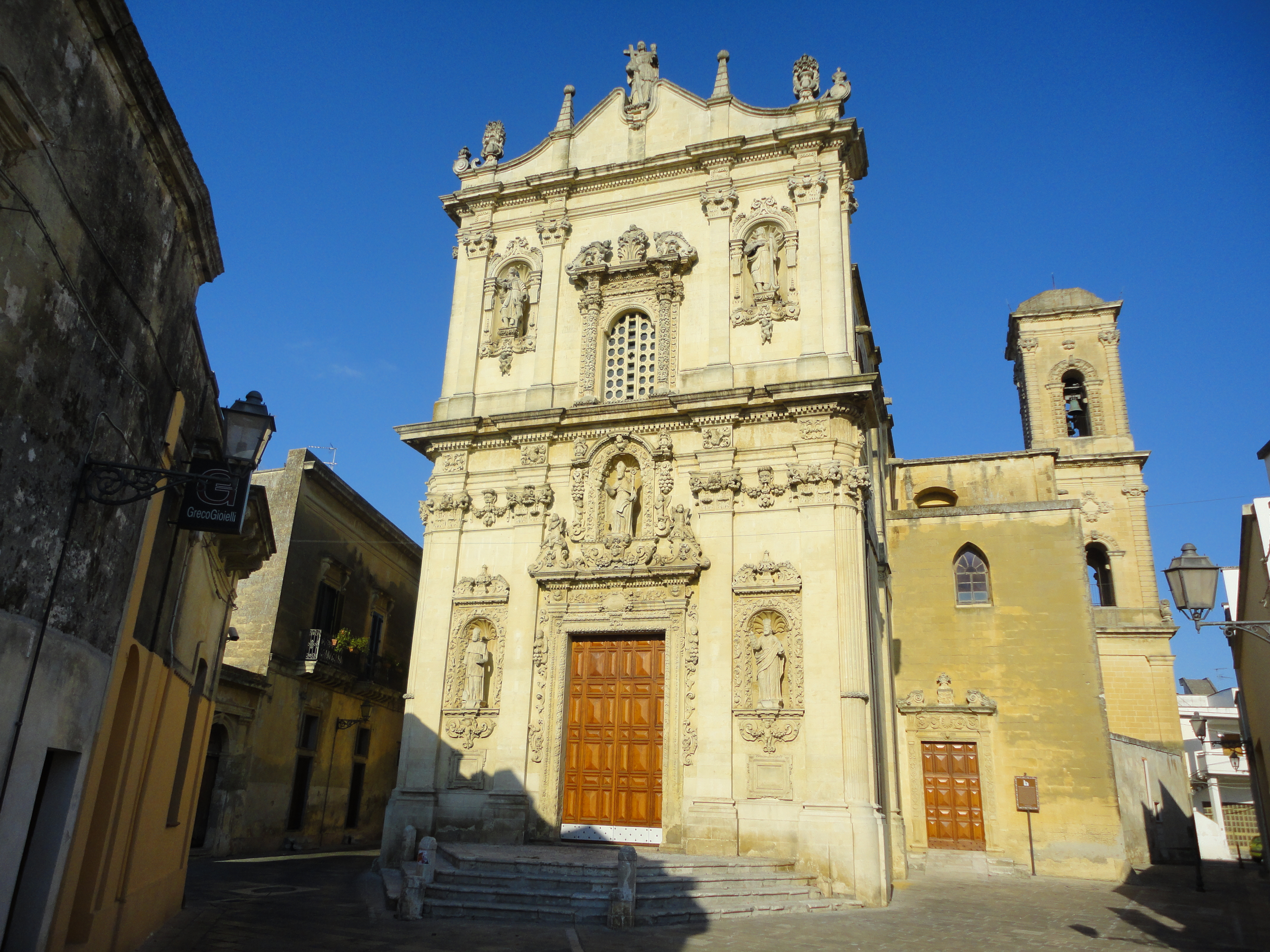
Chiesa madre

#### Chiesa di Maria Santissima Assunta
La chiesa Matrice di Maria Santissima Assunta fu costruita sulle rovine di un precedente edificio nel 1730. Fu consacrata nel 1748. Il campanile è del 1740. La facciata principale, tripartita da due trabeazioni orizzontali, è riccamente decorata secondo i canoni tipici del Barocco leccese. Nella parte inferiore possiede tre nicchie con le statue in pietra dei Santi Oronzo al centro, Giusto e Fortunato ai lati. La parte superiore, con al centro un finestrone finemente lavorato, ha sui lati altre due nicchie con le statue allegoriche della Speranza e della Carità; l'ultima statua situata sul punto più alto della facciata rappresenta la Fede. Il campanile è del 1740. L'interno, con pianta a croce latina a navata unica, conserva altari barocchi scolpiti tra il 1731 e il 1748. Sulla sinistra si trovano gli altari di san Francesco Saverio e di sant'Oronzo, mentre sulla destra gli altari in onore dei santi Donato e Vito e della Beata Vergine Maria del Monte Carmelo. L'altare più antico è quello custodito nel transetto di sinistra e dedicato a Santa Maria delle Grazie, il transetto destro ospita invece l'altare della Natività e quello dedicato al Santissimo Sacramento. Nel 1930 è stato aggiunto, sul lato destro, un cappellone in cui sono conservate le statue dei protettori sant'Anna e san Gioacchino.

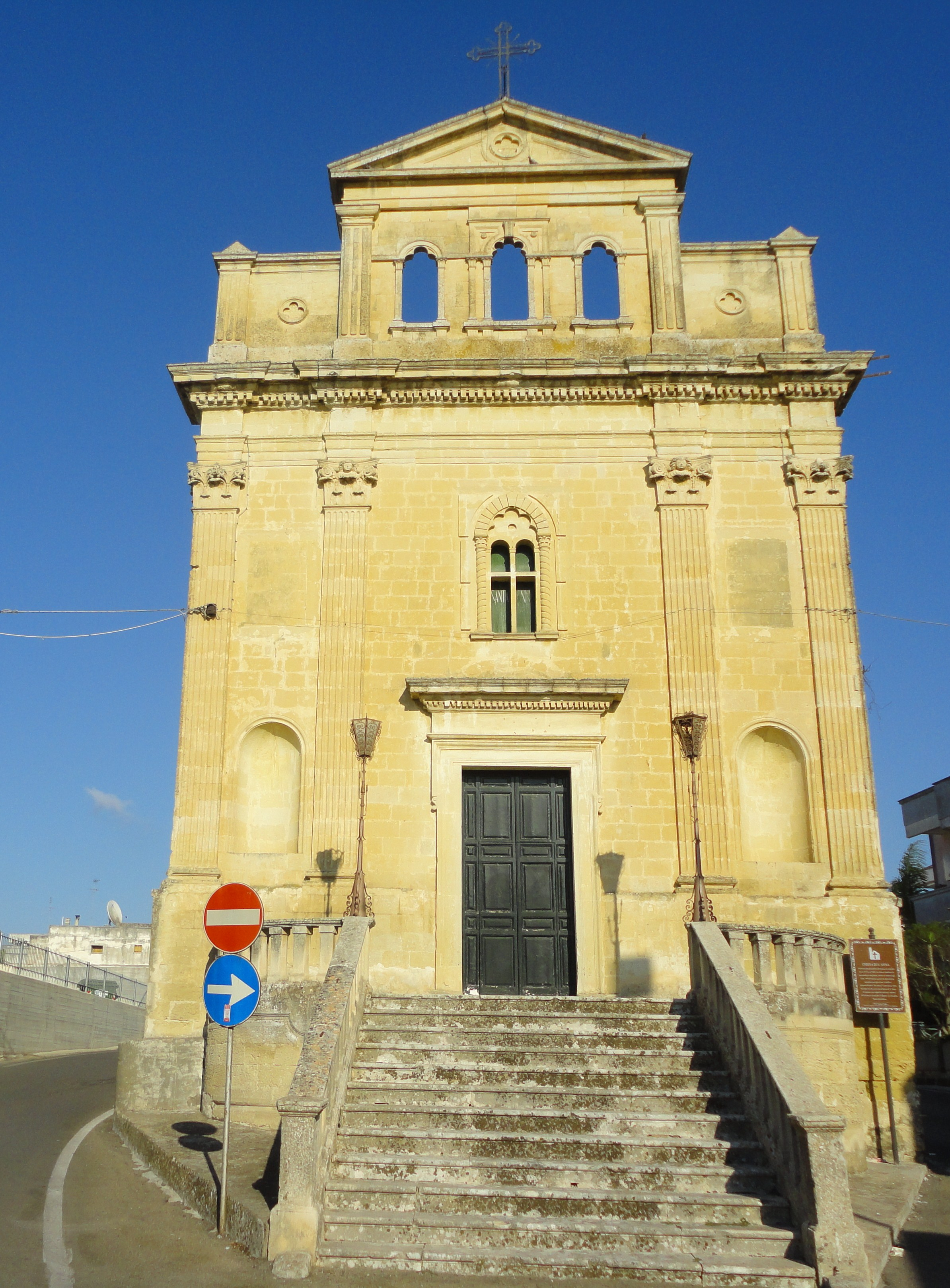
Chiesa di Sant'Anna

#### Chiesa di Sant'Anna
La chiesa di Sant'Anna venne edificata tra il 1673 ed il 1680 per mezzo dell'interessamento del curato don Gervasio Sansonetti. Costruita interamente in pietra leccese, presenta una facciata semplice e lineare con una sola trabeazione che la divide in due sezioni: la fascia inferiore è scandita da quattro paraste scanalate sormontate da capitelli in stile corinzio e contiene il portale d'ingresso, affiancato da due nicchie vuote disposte una per lato. Nella fascia superiore si aprono tre archetti traforati che riprendono in parte la decorazione della finestra a vetrata della sezione inferiore. L'interno, con una pianta ad aula unica rettangolare, contiene l'altare principale addossato alla parete. Decorato secondo lo stile barocco di fine Seicento, tra le sue colonne tortili è inserita come pala d'altare una copia dell'originaria tela raffigurante sant'Anna trafugata nel 1991.

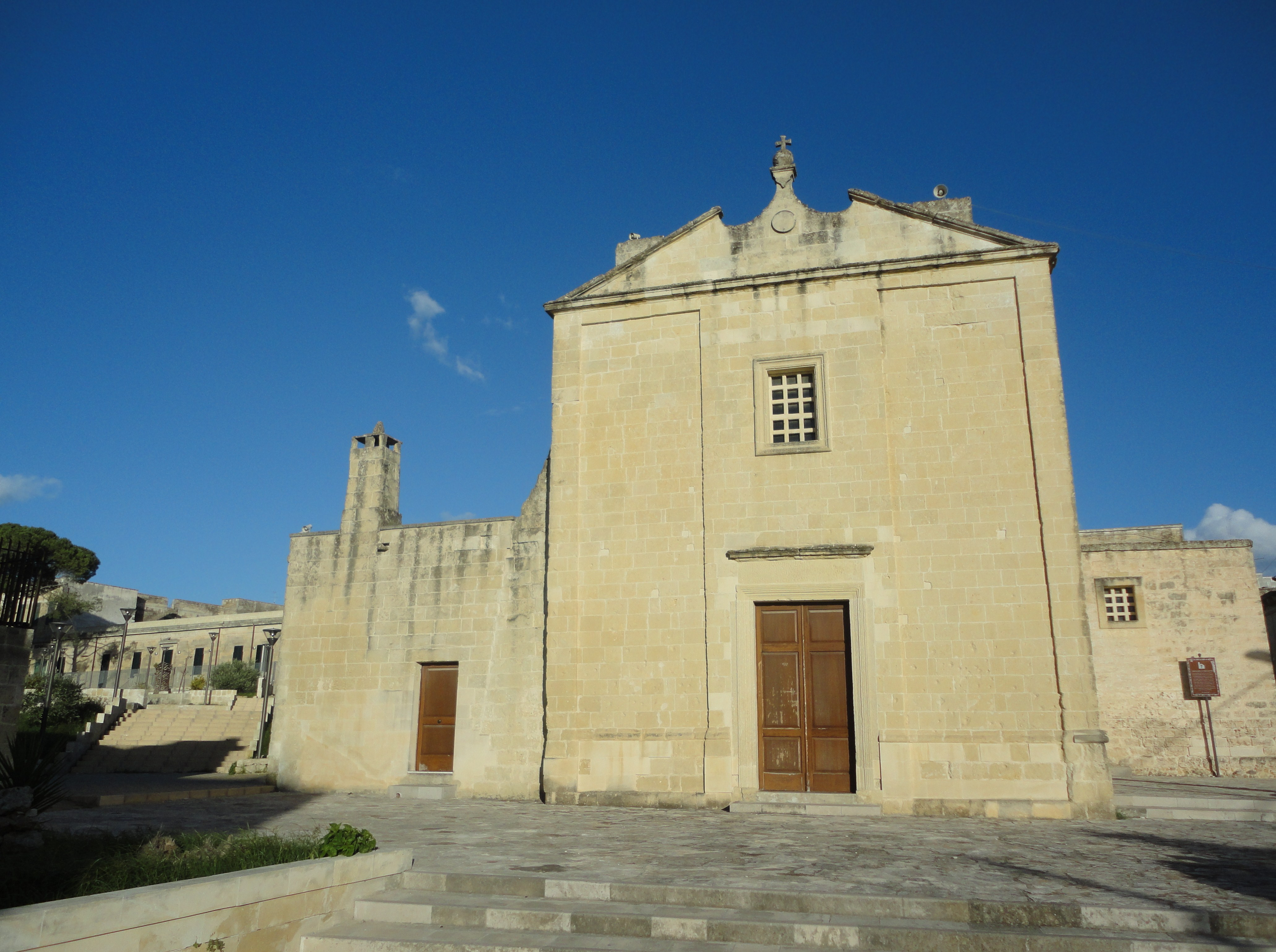
Chiesa della Visitazione

#### Chiesa di Maria Santissima della Visitazione
Di questa chiesa si parla in un archivio parrocchiale del 1641, in cui si afferma che fungeva da chiesa parrocchiale. Tale affermazione con molta probabilità è da riferirsi limitatamente a qualche breve periodo, nel quale la chiesa principale fu chiusa per lavori di manutenzione e ristrutturazione. Sull'architrave della porta laterale è incisa la data 1600. Essendo posizionata su un lieve rialzo del terreno, la cappella era anticamente chiamata col nome di Madonna del Monte. La facciata, terminante con un timpano spezzato triangolare, si compone di un semplice portale posto in asse con una piccola finestra. Durante la metà del XVIII secolo la chiesa subì molti cambiamenti che ne rivoluzionarono completamente l'aspetto. L'interno è a una sola navata con un unico altare ospitante al centro un affresco del 1645 della Madonna col Bambino. Nel fregio della cimasa dell'altare è inserita una piccola tela raffigurante la Visitazione, con Maria ed Elisabetta.

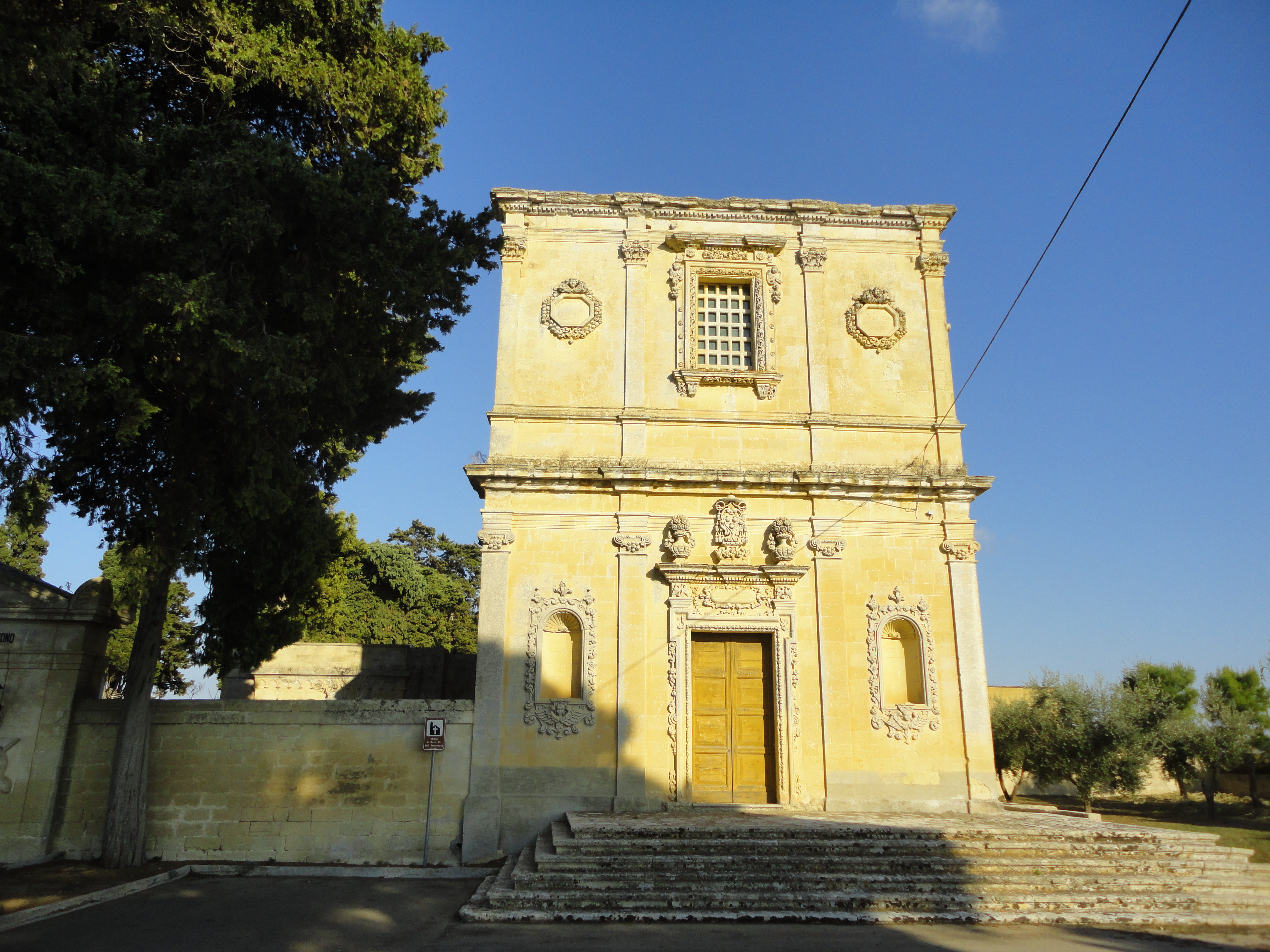
Chiesa dell'Incoronata

#### Chiesa di Maria Santissima Incoronata
La chiesa di Maria Santissima Incoronata fu costruita tra il 1698, come attesta la data sul portale d'ingresso, e il 1704. Fu edificata su commissione di don Giuseppe Pascali e Damiano De Carlo sul sito in cui fu rinvenuta una sacra immagine della Madonna dipinta su pietra. La facciata, priva di timpano, è suddivisa in due ordini da una cornice marcapiano. Nella fascia inferiore, scandita da quattro paraste con capitello ionico che proseguono anche sul livello superiore ma con capitello corinzio, si apre nella parte centrale il portale decorato con motivi floreali baroccheggianti, inquadrato da un cartiglio con un'iscrizione in latino contenente sia la dedicazione alla Vergine sia l'anno di costruzione, sovrastato a sua volta dal fregio vescovile di Fabrizio Pignatelli. Lateralmente ad esso, sono collocate due nicchie vuote definite da un fregio floreale che termina nella parte inferiore con il viso di un angelo. Al di sopra della trabeazione è collocato un finestrone incorniciato da un lavoro di intaglio e affiancato da due iscrizioni in latino contenute in cartigli. L'interno, a pianta rettangolare, possiede tre altari barocchi. Quello maggiore, dedicato alla Madonna Incoronata, contiene la pala raffigurante la Titolare, inquadrata lateralmente da due colonne tortili a motivi floreali e putti e da un'iscrizione latina contenente la data di fine costruzione dell'altare. Gli altri due altari, inseriti in due delle sei cappelle laterali, sono dedicati alla Madonna di Leuca e all'Immacolata, quest'ultimo edificato nel 1745.

#### Chiesa di San Lorenzo
La chiesa di San Lorenzo è la testimonianza più antica dell'originario Casale di Vernole, situata nei pressi del cimitero comunale. A questa chiesa è legato anche l'antico nome del casale, chiamato appunto Casale San Lorenzo. Attestata già nel 1115, in epoca normanna, nel luogo in cui forse sorgeva il primo nucleo abitativo di Vernole, si presenta abbandonata e diroccata. La chiesa, ricostruita nel 1662, possiede una facciata a capanna con un semplice portale d'ingresso posto in asse con una piccola finestra.

#### Altre chiese
- Cappella della Madonna del Buon Consiglio - 1806
- Chiesa della Madonna di Roca - 1953

### Architetture civili

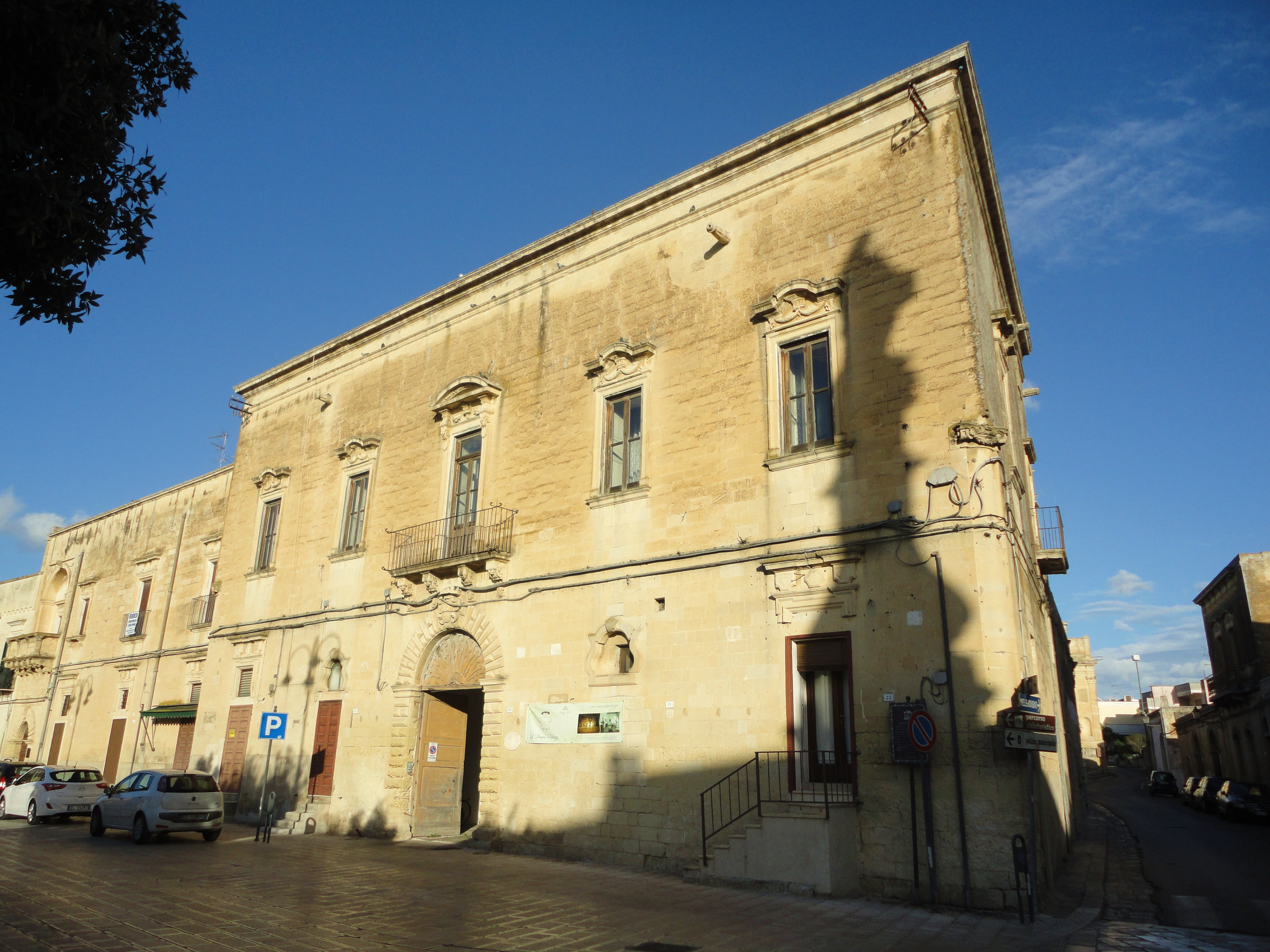
Palazzo Baronale

#### Palazzo Baronale
Il Palazzo Baronale fu edificato tra il 1762 e il 1766, come si evince dalle date riportate su due architravi delle finestre. L'edificio è a due piani, con colonne incastonate agli angoli, fornite di capitello floreale. Sul piano superiore, in posizione centrale, si trova una larga porta con relativo balcone e quattro finestre ai lati, decorate con motivi floreali. Il cornicione è lineare. La sua principale caratteristica è l'ampio portale in bugnato. Il palazzo appartiene alla famiglia Bernardini.

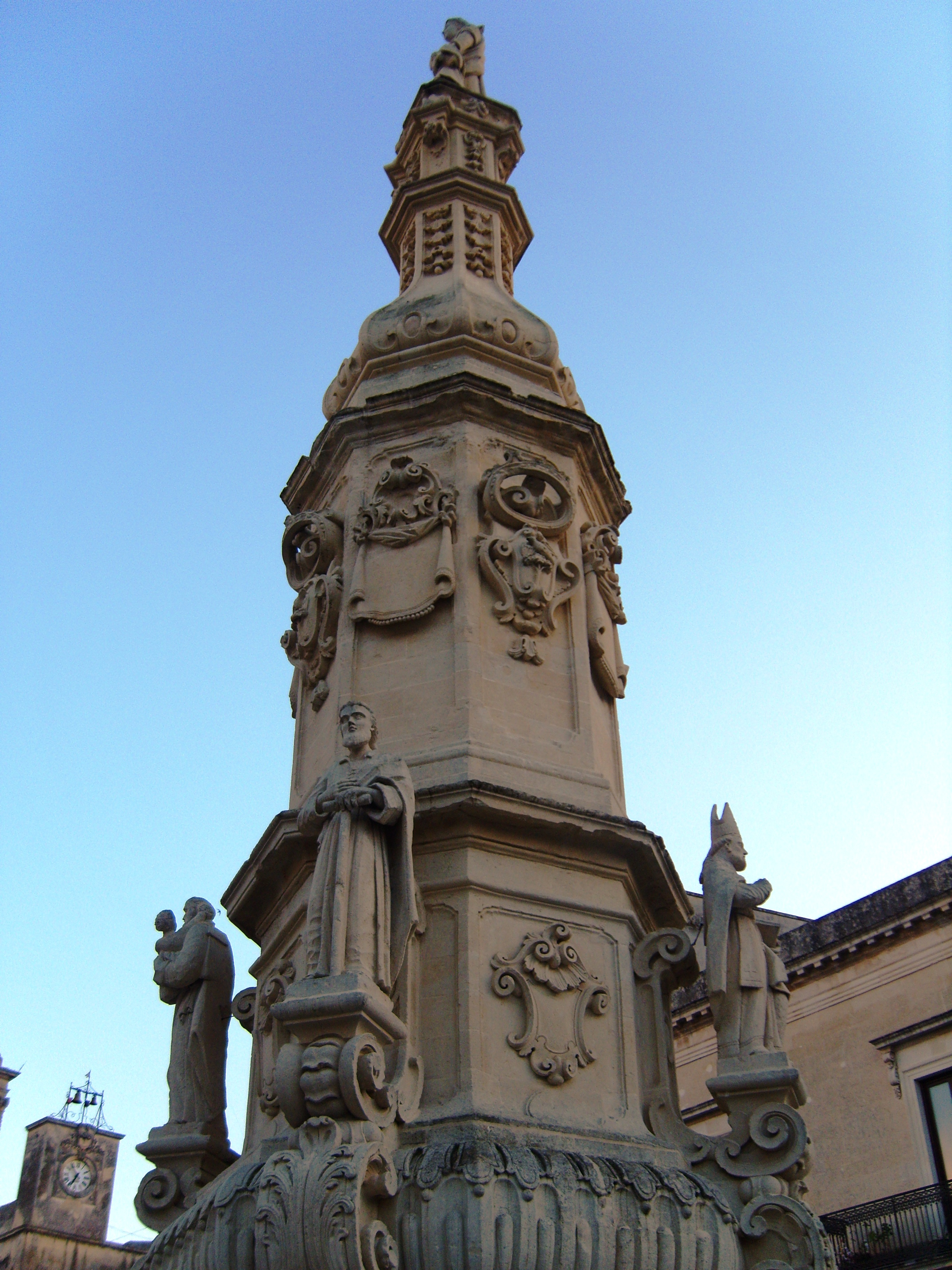
Colonna votiva di Sant'Anna

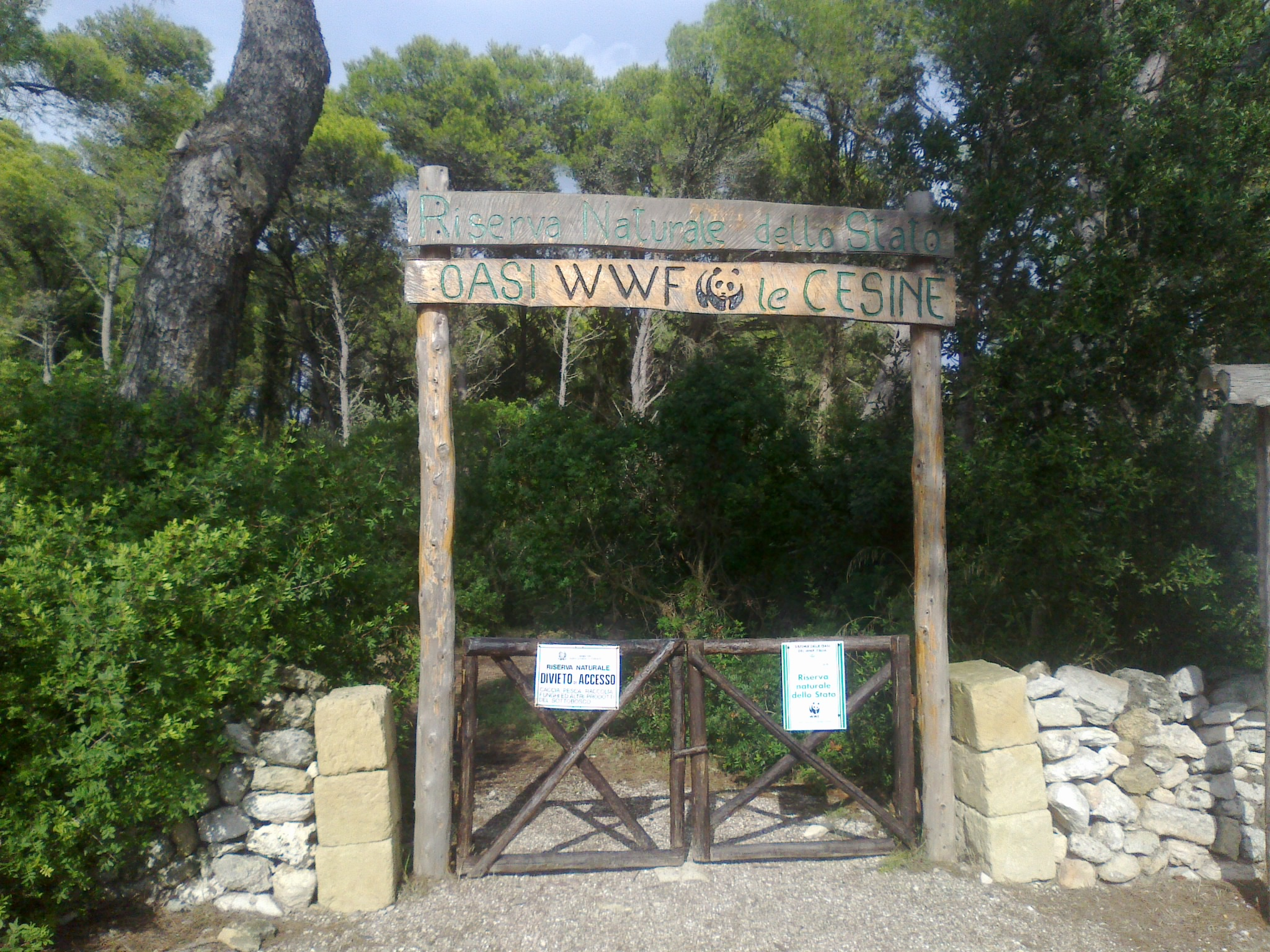
Ingresso alla Riserva

### Altro

#### Colonna votiva di Sant'Anna
La realizzazione della colonna risale alla fine del XVIII secolo ed è dedicata a sant'Anna, protettrice di Vernole. Fu ultimata nel 1781. La scultura, realizzata interamente in pietra leccese, è composta da un basamento di forma ottagonale arricchito dalle statue di San Giuseppe Patriarca, San Paolo, Sant'Oronzo e Santa Irene. Sulla sommità è posta la statua di Sant'Anna, volgente lo sguardo verso la chiesa omonima.

#### Frantorio ipogeo Caffa
Il frantoio ipogeo "Caffa" risale al XVI secolo. È scavato interamente nel banco roccioso di piazza Vittorio Veneto. Conserva ancora torchi e macine che venivano utilizzate per la lavorazione delle olive. Il frantoio rimase in attività sino agli ultimi anni del XIX secolo. Il 17 dicembre 1885 venne acquistato dal Comune di Vernole per favorire la riqualificazione dell'area. Nei primi anni del XX secolo venne abbandonato e nel 1930 fu interrato in seguito alla pavimentazione dell piazza. Il 7 novembre 1995 venne riportato alla luce con lo scopo di avviare gli interventi di recupero. Il 29 giugno 1998 iniziarono i lavori di restauro, ultimati il 16 luglio 1999.

### Aree naturali

#### Riserva statale naturale Le Cesine
La Riserva naturale statale Le Cesine, situata a ridosso della costa adriatica, rappresenta una delle ultime zone paludose che in passato si estendevano da Otranto a Brindisi. Il nome Cesine deriva da seges che significa zona incolta e abbandonata. Nell'insieme la Riserva è costituita dalle dune, l'area palustre, la pineta, la macchia e la zona coltivata. L'oasi è stata istituita nel 1978 a seguito della dichiarazione di interesse internazionale con la convenzione firmata a Ramsar. Nell'oasi vi sono due stagni Salapi e Pantano Grande, alimentati dalle piogge, che sono separati dal mare da un cordone di dune sabbiose. L'Oasi è gestita dal WWF. La superficie boscata è fondamentalmente rappresentata da pineta a pino d'Aleppo (Pinus halepensis) e pino domestico (Pinus pinea). La fauna è composta da anfibi, rettili e da numerose specie di uccelli che popolano i diversi ambienti della Riserva nei diversi periodi dell'anno.

## Società

### Evoluzione demografica
Abitanti censiti

### Etnie e minoranze straniere
Al 31 dicembre 2018 a Vernole risultano residenti 155 cittadini stranieri. Le nazionalità principali sono:
- Romania - 33

### Lingue e dialetti
Il dialetto parlato a Vernole è il dialetto salentino nella sua variante centrale che corrisponde al dialetto leccese. Il dialetto salentino si presenta carico di influenze riconducibili alle dominazioni e ai popoli stabilitisi in questi territori che si sono susseguiti nei secoli: messapi, greci, romani, bizantini, longobardi, normanni, albanesi, spagnoli.

## Geografia antropica

### Frazioni
- Acaya
- Acquarica di Lecce
- Pisignano
- Strudà
- Vanze
- Campoverde di San Cataldo
- Torre Specchia Ruggeri, divisa tra i comuni di Vernole e Melendugno

## Cultura

### Eventi
- Festa religiosa di Sant'Anna - 18 gennaio: ricorrenza votiva per ringraziare la Santa che salvò il paese dal terremoto del 18 gennaio 1833.
- Festa religiosa della Madonna di Roca - ultimi sabato e domenica di aprile: ricorrenza simbolica condivisa con Melendugno, Borgagne e Calimera.
- Fiera di San Giovanni - quarta domenica di giugno: fiera agricola organizzata dalla Pro Loco.
- Festa patronale in onore di Sant'Anna e San Gioacchino: 25 e 26 luglio.
- QuartierInGioco - giugno: evento organizzato dalla Pro Loco di Vernole che vede i quattro quartieri del paese, o rioni (Munte Fuggiaru, Trappiti, Sulicara, Campu) sfidarsi in alcune competizioni. L'ultima edizione di questa manifestazione si tenne nel giugno 2014.
- Birra and Friends - sagra con argomento principale la birra. Le date variano di anno in anno, oscillando sempre tra il 10 e il 20 del mese di luglio
- Festa religiosa di San Pio - 21 settembre: festa organizzata presso il quartiere Zona 167

## Infrastrutture e trasporti

### Strade
I collegamenti stradali che interessano il comune sono:
- Strada Provinciale 1, Lecce-Vernole;
- Strada Provinciale 2, Vernole-Melendugno;
- Strada Provinciale 140, Vernole-Castri di Lecce;
- Strada Provinciale 141, Vernole-Calimera;
- Strada Provinciale 142, Vernole-Acquarica di Lecce-Vanze-Acaya;
- Strada Provinciale 229, Vernole-Pisignano-Lizzanello.

## Amministrazione
Di seguito è presentata una tabella relativa alle amministrazioni che si sono succedute in questo comune.
| Periodo          | Periodo          | Primo cittadino     | Partito                            | Carica              | Note   |
| ---------------- | ---------------- | ------------------- | ---------------------------------- | ------------------- | ------ |
| 26 aprile 1989   | 14 dicembre 1991 | Achille De Giorgi   | Democrazia Cristiana               | Sindaco             | [ 18 ] |
| 20 dicembre 1991 | 7 giugno 1993    | Domenico De Matteis | Democrazia Cristiana               | Sindaco             | [ 18 ] |
| 7 giugno 1993    | 2 luglio 1994    | Mario Mangione      | Alleanza Democratica               | Sindaco             | [ 18 ] |
| 2 luglio 1994    | 22 novembre 1994 | Salvatore Nuzzachi  | -                                  | Comm. pref.         | [ 18 ] |
| 22 novembre 1994 | 30 novembre 1998 | Mario Mangione      | Lista civica                       | Sindaco             | [ 18 ] |
| 30 novembre 1998 | 27 maggio 2003   | Ferdinando Pedaci   | Lista civica                       | Sindaco             | [ 18 ] |
| 27 maggio 2003   | 30 ottobre 2007  | Ferdinando Pedaci   | Lista civica                       | Sindaco             | [ 18 ] |
| 30 ottobre 2007  | 15 aprile 2008   | Romolo Gusella      | -                                  | Comm. straordinario | [ 18 ] |
| 15 aprile 2008   | 28 maggio 2013   | Mario Mangione      | Lista civica Impegno e trasparenza | Sindaco             | [ 18 ] |
| 28 maggio 2013   | 10 giugno 2018   | Luca De Carlo       | Lista civica Punto e a capo        | Sindaco             | [ 18 ] |
| 10 giugno 2018   | 27 giugno 2022   | Francesco Leo       | Lista civica Progetto comune       | Sindaco             | [ 18 ] |
| 27 giugno 2022   | 15 maggio 2023   | Claudio Sergi       | -                                  | Comm. straordinario | [ 18 ] |
| 15 maggio 2023   | in carica        | Mauro De Carlo      | Lista civica Punto e a capo        | Sindaco             | [ 18 ] |

## Sport

### Calcio
La principale squadra di calcio del paese è il Vernole Calcio 2017, che milita nel girone B pugliese di Promozione.

### Tennistavolo
A Vernole è presente una delle più importanti società pugliesi di tennistavolo, l'Utopia Sport Vernole, che partecipa ai campionati federali FITET e nel 2011 ha vinto il campionato di Serie D2.